# The Wagons Roll at Night
The Wagons Roll at Night is een Amerikaanse circusfilm uit 1941 onder regie van Ray Enright. De hoofdrollen worden vertolkt door Humphrey Bogart als kermis-eigenaar Nick Coster, Sylvia Sidney als zijn vriendin en Eddie Albert als een nieuwkomer die verliefd wordt op Nicks zus, gespeeld door Joan Leslie.
Het scenario werd geschreven door Fred Niblo Jr. en Barry Trivers en de film is gebaseerd op de roman Kid Galahad uit 1936 van Francis Wallace, die oorspronkelijk werd gepubliceerd als feuilleton in The Saturday Evening Post.
Deze film is de enige verfilming van het verhaal in de originele circussfeer. Wallace’s roman vormde eerder de basis voor de film Kid Galahad (1937), geregisseerd door Michael Curtiz, waarin Bogart ook een rol speelde, maar toen werd het verhaal verplaatst naar de wereld van het boksen. In 1962 produceerde United Artists een muzikale remake van de “boksversie” onder dezelfde titel, geregisseerd door Phil Karlson en met Elvis Presley in de hoofdrol.

## Verhaal
Een agressieve leeuw genaamd Caesar ontsnapt uit een reizend circus van eigenaar Nick Coster, maar wordt in een kruidenierswinkel ingesloten door bediende Matt Varney. Nick huurt Matt in om samen te werken met de huidige leeuwentemmer, Hoffman the Great, maar wanneer Hoffman dronken is, overtuigt Nick Matt om zijn plek in te nemen. Matt blijkt talent te hebben, waarna Hoffman wordt ontslagen.
Matt en Nick’s vriendin Flo krijgen een band, maar al snel ontstaan spanningen wanneer Matt verliefd wordt op Nicks jongere zus Mary. Nick, die tegen een relatie tussen Mary en iemand uit het circusmilieu is, probeert hen uit elkaar te houden. Dit leidt tot een conflict tussen Matt en Nick, dat uiteindelijk escaleert tijdens een gevaarlijke leeuwentemscene waarin Nick omkomt.

## Rolverdeling
- Humphrey Bogart als Nick Coster
- Sylvia Sidney als Flo Lorraine
- Eddie Albert als Matt Varney
- Joan Leslie als Mary Coster
- Sig Ruman als Hoffman the Great
- Cliff Clark als Doc
- Charley Foy als Snapper
- Frank Wilcox als Tex
- John Ridgely als Arch
- Clara Blandick als Mrs. Williams
- Aldrich Bowker als Mr. Williams
- Jack Mower als Bundy
- Frank Mayo als Wally
- Garry Owen als Gus
- Grace Hayle als Mrs. Grebnick
- Dick Elliott als Mr. Paddleford
- Eddie Acuff als Zakkenroller-slachtoffer
- Stuart Holmes als Taxichauffeur
- John Dilson als Predikant
- Fay Helm als Vrouw

## Ontvangst
Bosley Crowther, criticus van The New York Times, prees Eddie Albert’s optreden, maar vond het “duidelijk niet originele plot” tegenvallen. Hij schreef ook dat Bogart en Sidney verkeerd gecast waren.